# Gioacchino da Fiore
Gioacchino da Fiore (n. 1135, Celico, Calabria, Italia – d. 30 martie 1202, Pietrafitta, Calabria, Italia) a fost unul din cei mai influenți teologi și filosofi ai Evului Mediu, inițial călugăr cistercian și apoi fondatorul propriului ordin monastic: Ordinul Florensian. Plasat de Dante în Paradis (Cântul XII), Gioacchino a fost inițial considerat profet, ulterior eretic, scrierile sale influențând Ordinul Franciscan, mișcările escatologice medievale, respectiv filosofia istoriei.

## Idei și influențe

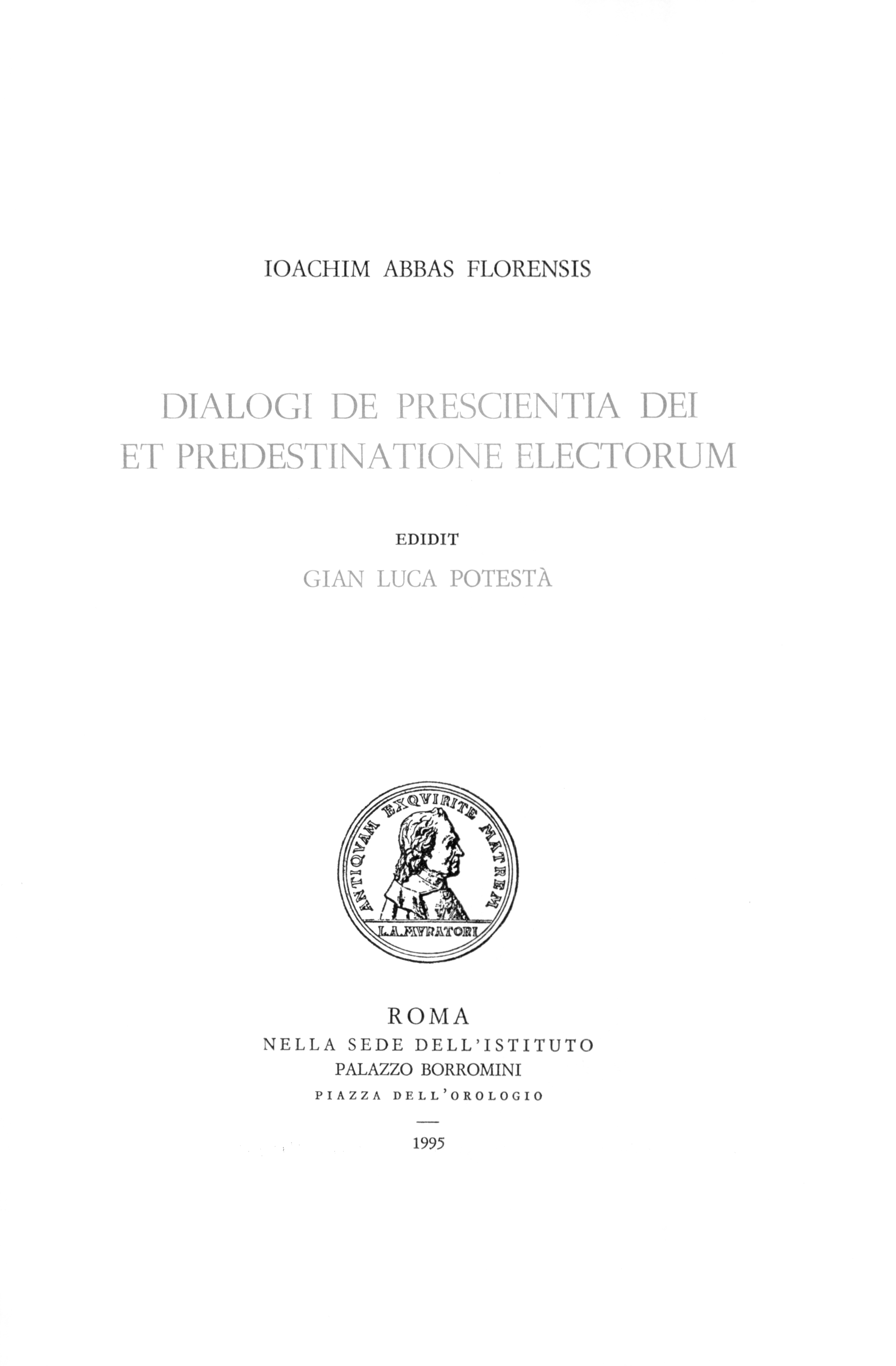
Dialogi de prescientia Dei

Ordinul Florensian a fost întemeiat de Gioacchino da Fiore în anul 1189 la abația San Giovanni in Fiore din munții Calabriei, unde Gioacchino susținea că va fi un „nou Nazaret al Spiritului Sfânt”. Ordinul a fost aprobat printr-o bulă papală la data de 25 august 1196 de papa Celestin al III-lea și fost răspândit în Italia până la jumătatea secolului al XVI-lea, când în 1570 a fost integrat în Ordinul Cistercian. 
Gioacchino din Fiore este cunoscut în primul rând pentru împărțirea istoriei în trei epoci sau stadii: a Tatălui, a Fiului și a Spiritului/Duhului Sfânt, în care Trinitatea se revelează progresiv și pedagogic umanității: 1. Prima epocă istorică este a Tatălui, sau a Legii, în care oamenii au trăit sub semnul fricii și al servitudinii; 2. A doua epocă este a Fiului, sau a Evangheliei, în care oamenii trăiesc în credință și supunere filială; 3. A treia epocă va fi a Duhului Sfânt, care va sta sub semnul iubirii și al libertății, în care Dumnezeu se va revela direct în inimile tuturor oamenilor. Astfel, conform lui Gioacchino din Fiore, ideea de „împlinire a timpurilor” nu trebuie înțeleasă ca fiind ceva care va surveni la sfârșitul lumii, în afara timpului istoric, ci ca un eveniment viitor care se va realiza în cadrul istoriei. Ideile sale au fost ulterior radicalizate de către adepții săi, pregătind astfel apariția atât a mișcărilor reformatoare, cât și a milenarismelor politice din Europa. Pe de altă parte, Joseph Ratzinger (Papa Benedict al XVI-lea), în cartea sa despre Teologia istoriei la sfântul Bonaventura a subliniat impulsul pozitiv adus de Gioacchino din Fiore în Biserică și influența sa majoră asupra teologiei și filosofiei lui Bonaventura.
Operele principale ale lui Gioacchino din Fiore sunt Concordia novi et veteris Testamenti, Expositio in Apocalypsim, Psalterium decem chordarum și Liber figurarum.
Receptarea și influența gioacchimismului se întinde dincolo de teologie, filosofia istoriei și cea politică, despre ideile abatelui calabrez întâlnindu-se referințe și în opere literare precum Ulise de James Joyce, Liturghia neagră de Joris-Karl Huysmans, Tablele Legilor de William Butler Yeats sau Numele trandafirului de Umberto Eco. De asemenea, Barack Obama s-ar fi referit în discursurile sale la figura lui Gioacchino din Fiore. Conform încetățenirii în literatura de specialitate de limbă română, adepții teoriilor sale despre desăvârșirea umanității într-o epocă istorică viitoare se numesc gioacchimiți.

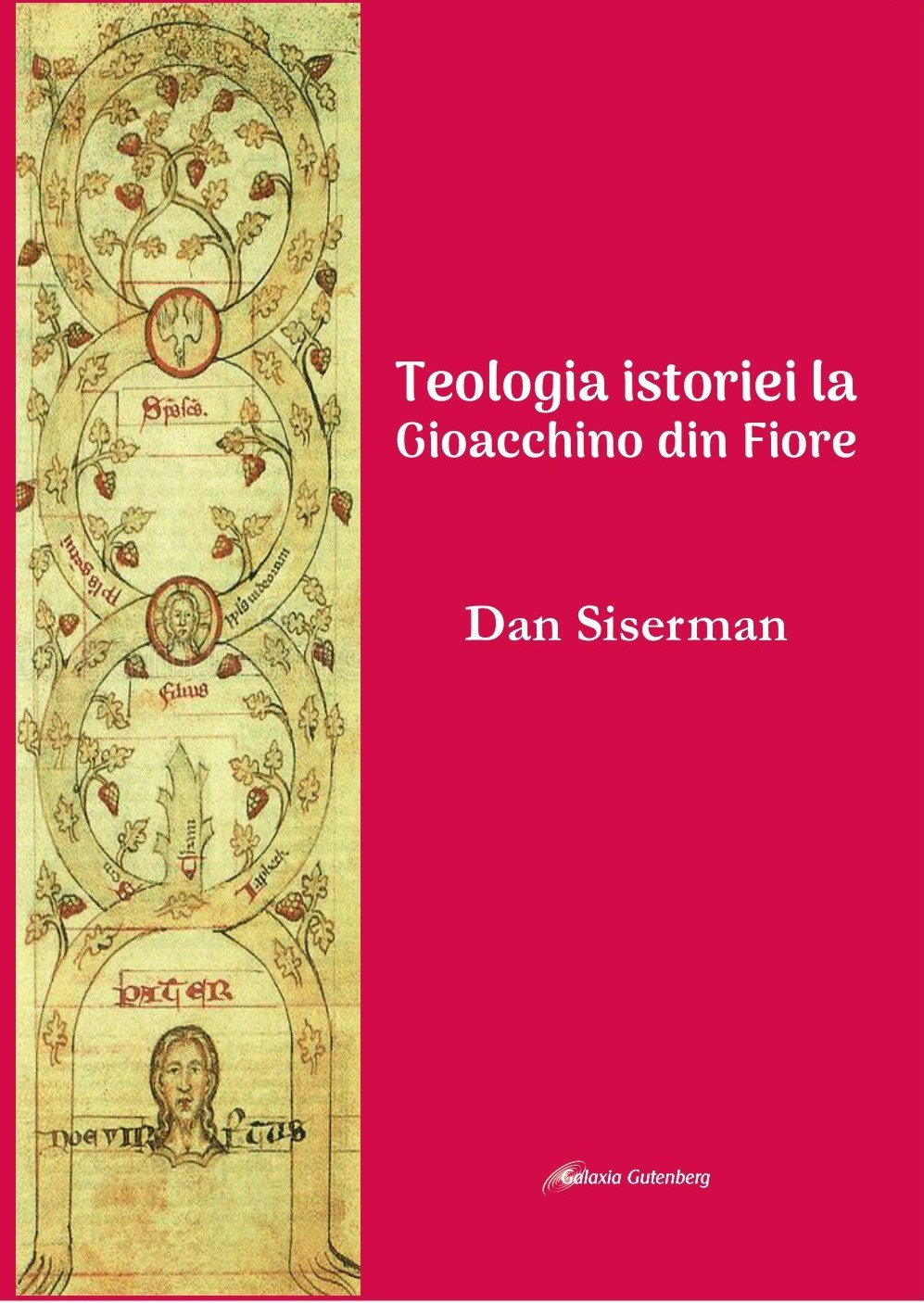

În anul 2023, la Editura Galaxia Gutenberg a apărut prima monografie în limba română dedicată teologiei istoriei la Gioacchino din Fiore, scrisă de Dan Siserman.
În prezent se află în pregătire publicarea traducerii în limba română a tratatului Manual pentru lectura Apocalipsei.
Pentru mai multe informații a se consulta site-ul oficial dedicat gândirii lui Gioacchino din Fiore în limba română.